# Parasmittina trunculata
Parasmittina trunculata är en mossdjursart som beskrevs av Tilbrook 2006. Parasmittina trunculata ingår i släktet Parasmittina och familjen Smittinidae. Inga underarter finns listade i Catalogue of Life.